# Фремери
Фремери́ (фр. Frémery) — коммуна во французском департаменте Мозель региона Лотарингия. Относится к  кантону Дельм.	

## География
Фремери расположен в 31 км к юго-востоку от Меца. Соседние коммуны: Люси на севере, Шикур и Виллер-сюр-Нье на востоке, Бреэн и Шато-Бреэн на юго-востоке, Орон на юге, Вивье и Аннонкур на юго-западе, Превокур и Бакур на западе, Морвиль-сюр-Нье на северо-западе.

## История
- Коммуна бывшего герцогства Лотарингия.
- Входила в баронат Вивье.

## Демография
По переписи 2008 года в коммуне проживало 62 человека.	

## Достопримечательности
- Военное кладбище Первой мировой войны 1914—1918 годов.
- Церковь в неороманском стиле, 1900 года.